# Serp de cogulla
La serp de cogulla (Macroprotodon cucullatus) és una espècie de serp de la família dels colúbrids.

## Distribució i hàbitat
La serp de cogulla és un rèptil de distribució mediterrània meridional. Es troba al sud del País Valencià i a les illes de Mallorca, Menorca i Cabrera.
Els hàbitats naturals d'aquesta serp són els boscos i erms amb vegetació mediterrània, així com les zones rocalloses, costes arenoses. Es troba també als camps de conreu i jardins rurals. L'hi agrada amagar-se sota les pedres.
La serp de cogulla és l'ofidi mediterrani més rar de la península Ibèrica. Ans que és moderadament abundant a Mallorca i Menorca, aquesta espècie es troba amenaçada a causa de la pèrdua del seu hàbitat.